# 29. Flak-Division
A 29. Flak-Division (em português: Vigésima-nona Divisão Antiaérea) foi uma divisão de defesa antiaérea da Luftwaffe durante a Alemanha Nazi, que prestou serviço na Segunda Guerra Mundial. Foi formada a partir da 14. Flak-Brigade.

## Comandantes
- Alexander Nieper, (27 de fevereiro de 1945 - maio de 1945)[2]